# Grete Laska

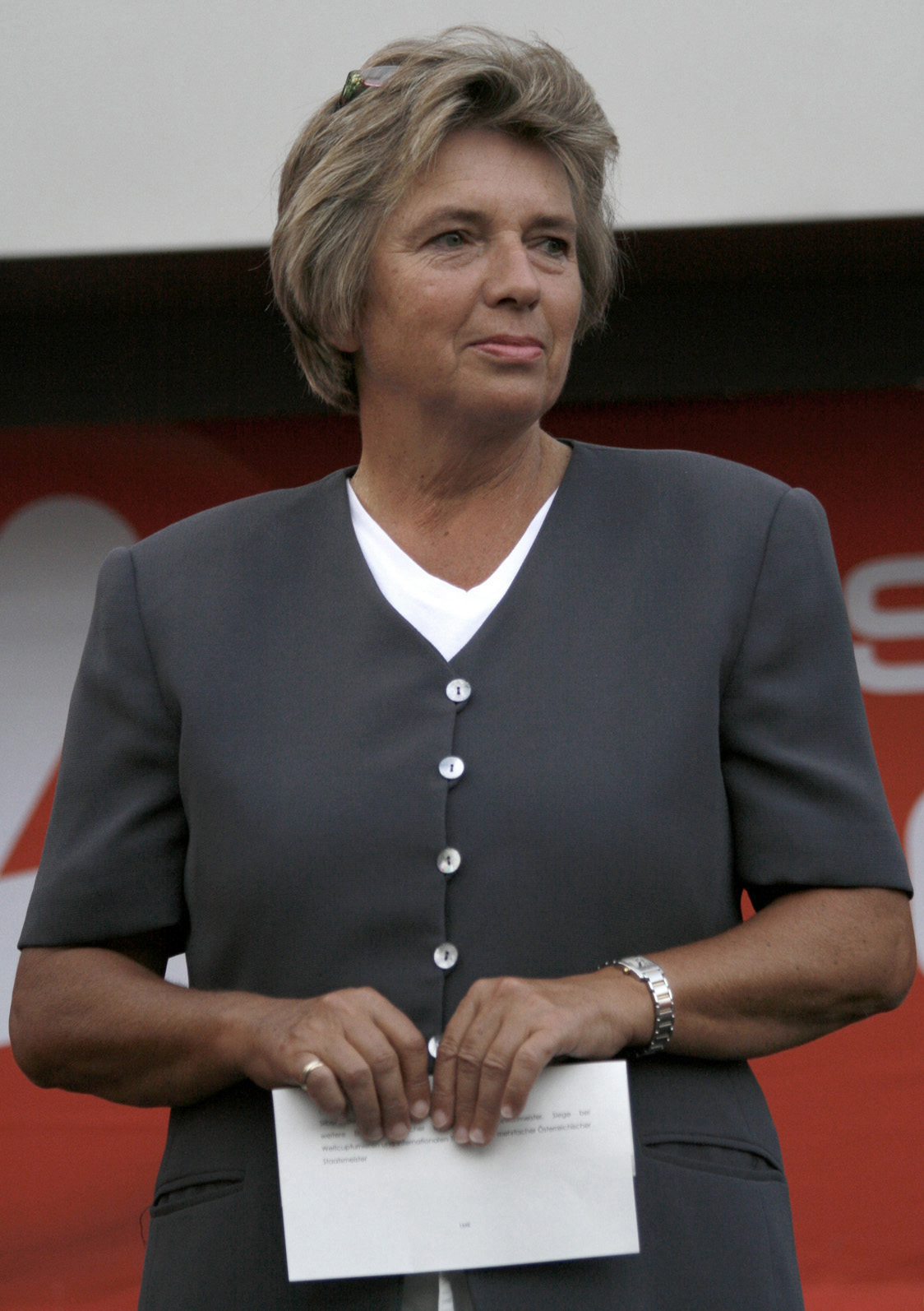
Grete Laska, Wien 2008

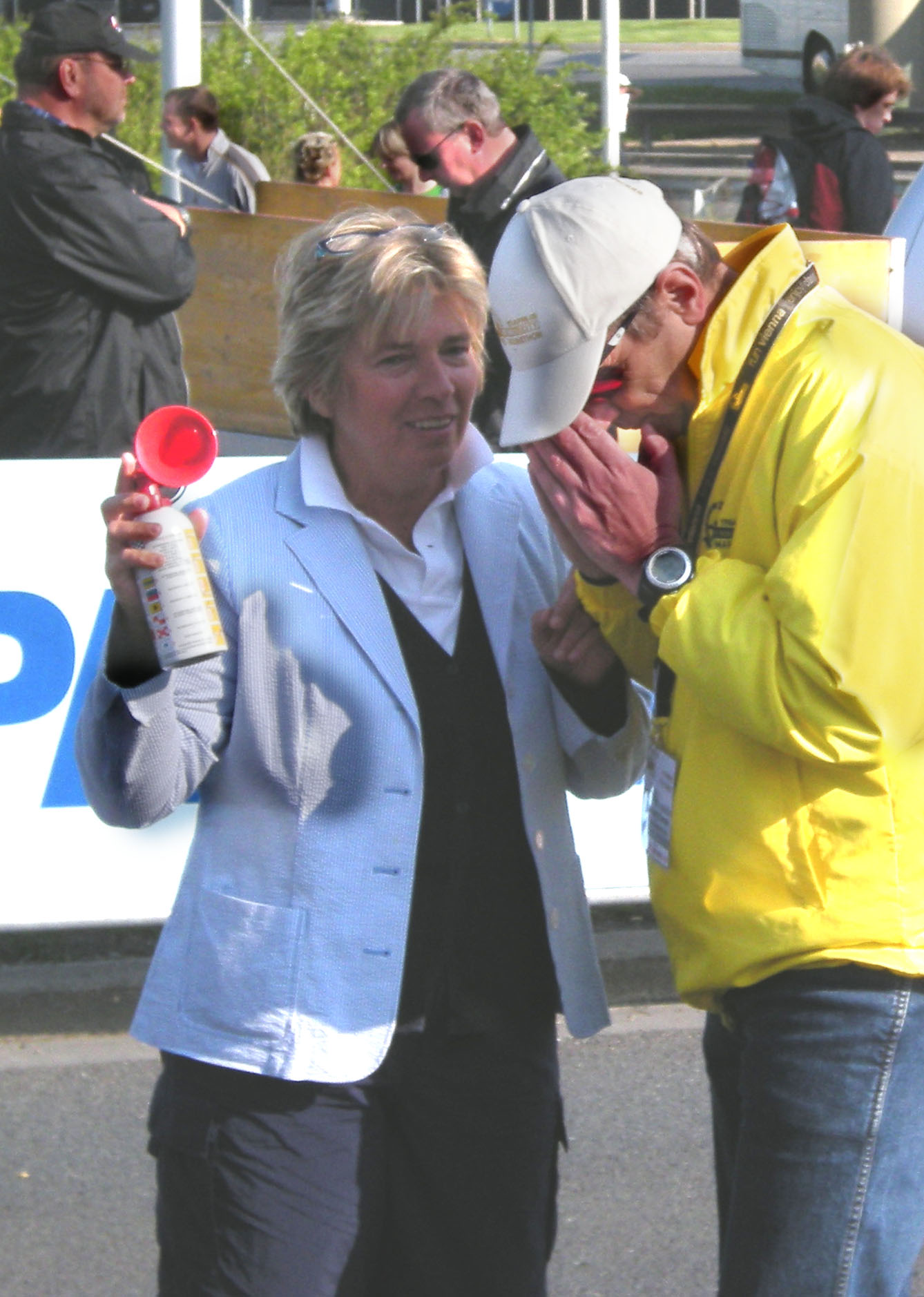
Vienna City Marathon 2008: Grete Laska testet ihre Starthupe

Margarete Laska, öffentlich bekannt als Grete Laska, bis 1991 noch Margarete Dumser (* 30. Mai 1951 in Wien), ist eine österreichische Politikerin (SPÖ). Bis März 2009 war sie Vizebürgermeisterin der Stadt Wien und amtsführende Stadträtin für Jugend, Bildung, Information und Sport.

## Schulische und berufliche Laufbahn
Grete Laska besuchte nach der Matura die Pädagogische Akademie. Nach dem Lehramt für Volksschulen absolvierte sie auch die Lehramtsprüfung für Hauptschulen (Deutsch, Physik, Leibesübungen) und trat dann in den Dienst des Wiener Stadtschulrates.

## Politische Laufbahn
Grete Laska engagierte sich in der sozialdemokratischen Bewegung, arbeitete ab 1974 im Zentralverein der Wiener Lehrerschaft und war Bundesjunglehrervertreterin. 1979 bis 1982 arbeitete sie als Pädagogische Gebietsreferentin bei den Wiener Kinderfreunden, einer Vorfeldorganisation der SPÖ, im 3. Wiener Gemeindebezirk, Landstraße. Seit 1979 ist sie Mitglied des Bezirksausschusses der SPÖ Landstraße. 1982 wurde sie zur Vorsitzenden der Landstraßer Kinderfreunde gewählt und blieb dies bis 1991. 
1984 rückte Laska, damals noch Dumser, nach der Landtags- und Gemeinderatswahl in Wien 1983, bei der sie auf der SPÖ-Liste kandidiert hatte, in den Wiener Landtag und Gemeinderat nach, wo sie ab 1988 Klubobmann-Stellvertreterin war. 1991 bis 1994 war sie zudem Landesparteisekretärin der SPÖ Wien. 1994 nahm sie Michael Häupl, der das Bürgermeisteramt von Helmut Zilk übernommen hatte, als Landeshauptmann-Stellvertreterin und Vizebürgermeisterin in die Landesregierung bzw. den Stadtsenat auf (siehe Landesregierung und Stadtsenat Häupl I). Sie führte nun als amtsführende Stadträtin das Ressort Bildung, Jugend, Familie, Soziales, Frauenfragen und Sport, ab 1996, als die SPÖ eine Koalition mit der ÖVP bilden musste, ohne die Bereiche Frauenfragen und Familie (siehe Landesregierung und Stadtsenat Häupl II). Ab 1. Juli 2004 umfasste ihr Ressort die Bereiche Bildung, Jugend, Information und Sport (siehe Landesregierung und Stadtsenat Häupl IV).
Am 23. März 2009 teilte sie mit, ihre Ämter aus privaten Gründen zurückzulegen. Neuer Stadtrat wurde demnach am 26. März 2009 der bisherige SPÖ-Klubobmann Christian Oxonitsch, während Wohnbaustadtrat Michael Ludwig (SPÖ) ihr Nachfolger als (zweiter) Vizebürgermeister der Stadt Wien wurde.
Laska gehörte folgenden Wiener Landesregierungen und Stadtsenaten an:
- Landesregierung und Stadtsenat Häupl I (1994–1996)
- Landesregierung und Stadtsenat Häupl II (1996–2001)
- Landesregierung und Stadtsenat Häupl III (2001–2005)
- Landesregierung und Stadtsenat Häupl IV (2005–2009; vorzeitig ausgeschieden)

Siehe auch:
- Liste der Abgeordneten zum Wiener Landtag und Mitglieder des Wiener Gemeinderats (13. Wahlperiode)
- Liste der Abgeordneten zum Wiener Landtag und Mitglieder des Wiener Gemeinderats (14. Wahlperiode)
- Liste der Abgeordneten zum Wiener Landtag und Mitglieder des Wiener Gemeinderats (15. Wahlperiode)
- Liste der Abgeordneten zum Wiener Landtag und Mitglieder des Wiener Gemeinderats (17. Wahlperiode)
- Liste der Abgeordneten zum Wiener Landtag und Mitglieder des Wiener Gemeinderats (18. Wahlperiode)

## Privates
Laska ist in zweiter Ehe seit 1991 mit Helmut Laska, einem sozialdemokratischen Manager, verheiratet und hat vier Kinder.
Sie wurde 1987 noch als Margarete Dumser in den Gemeinderat gewählt, schien aber bei der Wahl im November 1991 bereits als Grete Laska auf. Ihre genauen Heiratsdaten sind im Web nicht erfasst.